# Toponimi latini dei comuni della provincia di Lucca
Questo elenco comprende i toponimi latini dei comuni della provincia di Lucca effettivamente usati in epoca classica, medievale e moderna.

## Elenco
| Endonimo italiano         | Toponimo latino principale          | Varianti | Antropotoponimo (nome degli abitanti)  | Note                        |
| ------------------------- | ----------------------------------- | --- | -------------------------------------- | --------------------------- |
| Lucca                     | Luca - ae                           | Lucae -arum, Lucae in Tuscia, Lucana civitas, Lucensium civitas, Lucha -ae, Luche civitas, Luka -ae, Lukka -ae          | Lucenses, Lucani, Luccenses, Luquenses | Vedi anche: Storia di Lucca |
| Altopascio                | Altus Passus                        | Altus Pascuus, Teupassus, Teupascius                                                                                    | Altopassenses                          |                             |
| Bagni di Lucca            | Balnea Corsenae et Villae           | Balnea Lucensia, Aquae Lucenses                                                                                         | Balnenses                              |                             |
| Barga                     | Barga -ae                           | Barge | Bargiani                               |                             |
| Borgo a Mozzano           | Mutianum Castrum                    | Mutianum, Burgus ad Muzanum, Burgus ad Mozanum                                                                          | Mutianenses, Burgenses                 |                             |
| Camaiore                  | Campus Maior                        | Campus Maior in Versilia                                                                                                | Campomaiorenses                        |                             |
| Camporgiano               | Camporgianum -i                     | Campus Rogianus, Campus Reggianus                                                                                       | Camporogiani, Camporogianenses         |                             |
| Capannori                 | Capannore -is                       | Capannule, Capannole, Capannolis, Capannolis Lucensis                                                                   | Capannorenses                          |                             |
| Careggine                 | Caricinum -i                        | Cariginae, Pagus Caricius, Carex Icis Campus Reginae                                                                    | Caricinenses                           |                             |
| Castelnuovo di Garfagnana | Castrum Novum o Caferonianum -i     | Garfinianum, Castrum Novum Foroclodiense, Castrum Novum Carfanianae                                                     | Castronovenses                         |                             |
| Castiglione di Garfagnana | Castillio -onis e/o Castellio -onis | Castrum Leonis, Castillio Foroclodiensis, Castillio Carfanianae                                                         | Castillionenses                        |                             |
| Coreglia Antelminelli     | Corelia -ae                         | | Corelienses                            |                             |
| Fabbriche di Vergemoli    | Fabricae Virgemulis                 | Fabricae Virgemuli | Fabricenses e Virgemulenses            |                             |
| Forte dei Marmi           | Oppidum Marmorium                   | Arx Marmorium | Oppidummarmorienses                    |                             |
| Fosciandora               | Fuscandula -ae                      | Fuscandola, Fossandola, Fuscianula, Fosciandora, Faustianula                                                            | Fuscandulenses e Fuscianulenses        |                             |
| Gallicano                 | Gallicanum -i                       | Gallicanus -i, Castrum Gallicani                                                                                        | Gallicanenses                          |                             |
| Massarosa                 | Massa Grausa                        | Massa Grausi, Massagrosa, Massa Grosa                                                                                   | Massagrausenses                        |                             |
| Minucciano                | Minucianum -i                       | Castrum Minuciani | Minuccianenses                         |                             |
| Molazzana                 | Munatiana -ae                       | Mola Aziana, Mulatianum                                                                                                 | Munatianenses                          |                             |
| Montecarlo                | Mons Caroli                         | Mons Caroli Lucensis | Montecarolenses                        |                             |
| Pescaglia                 | Piscalia -ae                        | | Piscalienses                           |                             |
| Piazza al Serchio         | Platea                              | Platea, Sala et Plebs Castelli, Platea, Sala et Plebs de Castello, Platea Massensis, Platea Carfanianae, Platea Auseris | Plateani                               |                             |
| Pietrasanta               | Petra Sancta                        | Petrasancta, ant.te: Lucus Feronie, Fanum Feronie, Feronia, Famini Feroniae Etruscorum                                  | Petrasanctenses, Petrasanctini         |                             |
| Pieve Fosciana            | Plebs Fusciana                      | Villa Fusciana, Plebs Sancti Cassiani ad Basilicam, Plebs Faustiana                                                     | Plebarini, Faustianenses               |                             |
| Porcari                   | Castrum Porcarii                    | Porcarii Castrum, Castrum Sancti Iusti                                                                                  | Porcarenses                            |                             |
| San Romano in Garfagnana  | Fanum Sancti Romani                 | Fanum Sancti Romani Foroclodiensis, Fanum Sancti Romani Carfanianae, Viracelum Verrucosa                                | Romanopolitani                         |                             |
| Seravezza                 | Sala Vetitia                        | Sala Petilia, Seravetia, Seravectia                                                                                     | Salavetitienses, Seravetienses         |                             |
| Sillano Giuncugnano       | Syllanum Iuncunianum                | Syllanum Iuncugnanum, Syllanum Iucundianum                                                                              | Syllanenses e Iucundianenses           |                             |
| Stazzema                  | Stathiema -ae                       | Statieme, Statime, ant.te: Statio Hiemalis                                                                              | Stathiemenses, Statiemenses            |                             |
| Vagli Sotto               | Vallis Inferior                     | | Vallini                                |                             |
| Viareggio                 | Via Regis                           | Viaregium, Viareggium, ant.te: Forum Clodii                                                                             | Viaregenses                            |                             |
| Villa Basilica            | Villa Basilica                      | Villa Maior | Villenses                              |                             |
| Villa Collemandina        | Villa Colimundinga                  | Villa Cunimundinga, Villa Cunimundi, Villa Cunimundingola                                                               | Villenses                              |                             |